# Krakovska kapelica
Kapelica v Krakovem je manjši sakralni objekt ob Emonski cesti v Ljubljani. Nahaja se ob vzhodnem rimskem zidu nasproti vhodu v Krakovsko ulico. Ima »laterni« podobni, s pločevino kriti, osemkotno nasajeni vrh slemena. V njej se nahaja najstarejši krščanski kip v Ljubljani. To je reliefna podoba Matere božje z otrokom. 
Prvotno znamenje je bilo zelo preprosto. Sedanja zgradba kvadratnega talnega narisa z romanskim portalom, zaprtim z močnimi rešetkastimi vrati, kovanimi leta 1891, stoji že od začetka 18. stoletja. Ozadje kapelice je mokrotno, nekoč naj bi poleg kapelice izviral studenec, imenovan »Hudournik«. 
Marijin kip v krakovski kapelici domnevno izvira iz stare cerkve v Križankah. Ivan Gregor Thalnitscher v svoji rokopisni knjižici »Marianale Carnioliae« leta 1681 (Steska, IMK 99, 120 in 124) sporoča, da je bil neki čudežni Marijin kip v ljubljanski komendi že leta 1275 zelo čaščen. S svinčnikom ga je orisal in konture, čeprav površne, se ujemajo s kipom, ki danes stoji na Emonski cesti. (Napis pod risbo je: Gnaden Bild V. L. Frauen in der Commenda Laybach; Milostna podoba naše ljube Gospe v ljubljanski komendi). Razlogov za prestavitev kipa iz Križank je več. 24. marca 1511 je potres zrušil staro križansko cerkev. Na oltar naslednice je prišla pasovska Mati božja, medtem ko je bila stari relief umaknjen v žagrad. Ob gradnji nove križanske cerkve leta 1714 (ta stoji še danes) je križanska gospoda domnevno podarila svojim krakovskim podložnikom stari Marijin kip za njihovo kapelico ob rimskem zidu. Krakovska kapelica je na Florjančičevem zemljevidu iz leta 1745 že označena. 
Kapelica je bila vidno poškodovana v ljubljanskem potresu leta 1895. Da bi preprečili njeno uničenje, so jo Krakovci zvezali. Naslednjega leta so se izvršila zidarska dela. Sosed Rihard Jakopič (rojen v isti ulici) je nato avgusta 1896 preslikal kapelico po svojih duhovito zasnovanih načrtih. Njegove slike se zaradi vlažnosti niso ohranile. Istega leta je kapelica dobila nov kamnit oltar z vdolbino za portatile namesto prejšnjega zidanega, s trhlimi deskami pokritega oltarja. Današnji ima dva podstavka s podzidom iz rdečega hotaveljskega marmorja. Iz takšnega kamna je antipendij z vloženim belim križem ter klopca za svečnike. Profilirana in polirana menzna plošča in stopnica sta iz kraškega marmorja. Posamezni deli oltarja in robci so pozlačeni. Kamnoseško delo je izvršil Feliks Toman. Z belo in zeleno opeko je bila kapelica prekrita leta 1904. 

## Opis reliefa
Marija sedi na prestolu (višine 41 cm) z do tal segajočim prtom. Glava z nizko zobčasto krono, ki je v sprednjem delu nekoliko poškodovana, je v sprednjem delu nekoliko nagnjena proti Sinu, sedečem na njenem kolenu. Lahno ga oprijema z levico, v desnici pa ob prsih drži, kot druga Eva, jabolko, tako da je kazalec prost in iztegnjen k višku. Roke obeh so večje, kot bi zahtevalo sorazmerje. Obraz ji je podolgovat, pravilen, mil, obrobljen z lasmi. Pramen las na levi ji sega do pasu. Oplečje Marije in Jezusa je zelo ozko. Zgornja Marijina obleka je nadaljevanje ovoja, ki objema glavo in pada ob ramenih preko obeh kolen. Izpod nje moli prosti del pasu, s katerim je prepasana čez spodnjo obleko, ki je zlasti v spodnjem delu zelo nagubana. Skozi njo se dobro razločijo noge. Kristusovo obličje je za njegovo mladostno dobo dokaj staro, s temi starikavimi potezami naj bi umetnik hotel upodobiti njegovo modrost. Desnico drži ob prsih, dva prsta dviga navzgor. V levici mu leži v kup zviti knjižni zvitek. Nogi sta mu spodaj položeni navzkriž. Desna polovica prsi je razgaljena, obleka iz neke mehke snovi je bila Kristusu dodana pozneje. Pod Marijinim znožjem ždita dva z glavama drug v drugega zapletena pobarvana zmaja, pri vsakem se vidi le po ena perutnica, ki je obrnjena navzven. Ob obeh straneh se dviga iznad prestola stebrič z dorskim glavičem, na katerem čepi golob z nazaj zasukano glavo. Oba stebriča spaja nad podobo Marije gotski reliefni lok. Spodaj stražita prestol dva ležeča pol-leva, po eden na vsaki strani. Kamnito ozadje je bilo nekoč pozlačeno, tako kot Marijina krona. Zlato še zdaj mestoma sije skozi rjavo in rdečo barvo, s katero je natrto.
Oba obraza na reliefu sta že bila že večkrat deležna amaterskega obdelovanja. Višina izklesanega kipa je 71 cm, širina s prestolom vred 54 cm. Za svojo visoko starost je kip dobro ohranjen, kljub temu ima nekatere poškodbe. Pod Marijinim desnim ušesom zeva »rana«, posledica žeblja, ki so ga zabili vanjo pobožni darovalci in nanj obešali nakit. Kipca sta bila v preteklosti odeta v številna različna svilena in čipkasta oblačila, nanju so bili obešeni uhani, zapestnice, majhne krone, prstani, srčki, itd. V 19. stoletju, ko se je ta običaj razmahnil, je darove in nakit hranila oskrbovalka v Krakovem. Obe nogi, zlasti desna, sta nad prsti znatno posneti, prav tako desna noga na piščali pod kolenom in ena guba Marijine obleke na desni strani. Med lokalnimi prebivalci je bila razširjena legenda, da »ta Marija raste oz. da ji rastejo lasje. Nekdaj naj bi bila pod steklom, pa je toliko zrasla, da ji je postal prostor pod steklom prenizek; zato je nagnila glavo in jo ima nagnjeno še sedaj« (IMK 95, 125).  

## Mnenja izvedencev o starosti Marijinega kipa
Rajmund Jeblinger, stavbenik iz Linza, ki je po potresu leta 1895 prenavljal ljubljanske cerkve, je trdil, da je iz 11. stoletja. Knezoškof Jakob Missia je obiskal kapelico gredoč iz Trnovega in menil, da je Marijin kip iz prehodne dobe med romanskim in gotskim slogom. Prelat Josip Smrekar je poslal fotografijo Marijine podobe poznavalcu cerkvenih starin J. Grausu in dobil odgovor, da izvira kip iz 13. stoletja in da so na njem sledovi bizantinskega in gotskega sloga. Deželni konservator Anton Gnirs je menil, da je kip popolnoma romanski, samo ozadje gotsko. Na tak način kot kraljico, sedečo na prestolu, so predstavljali Marijo po nicejskem cerkvenem zboru. Direktor pokrajinskega muzeja Josip Mantuani je zapisal: »Reliefna podoba Matere božje z detetom v naročju, ki je sedaj vzidana v steni nad oltarjem v krakovski kapelici (pod Jakopičevim vrtom nasproti Krakovski ulici) je stara umetnina in je služila svoj čas najbrž kot srednji del zaporne ploščev gotskem ščitu (tympanon), bodisi v vratih nad horizontalno preklado, bodisi v vdolbini v steni, kjer je predstavljala fiktivno notranjščino prostora s tronom Marije božje. Po slogovnih znakih imamo - kolikor mi je mogoče soditi brez preiskave snovi in tehnike - pred seboj delo poznejšega 13. stoletja, a umetnik je nekoliko zaostal. Okvirni gotski lok je bil zategnjen, kajti konstruktivni polumer je bil za 21 enot daljši, kakor razpetina (Spannweite), lok torej bolj strm. Trolist, vdolben nad Marijinim prestolom, je vdolben na prosto roko (brez konstrukcije s šestilom). Z obodom je vezanvsak stebrič z malim polkrogom. Glavice (kapiteli) na stebričih kažejo samo osnovno jedro brez podrobnih in značilnih orkaskov; zato se nam zdi ta oblika manj navadna. Prestol Marije božje in blazina na sedežu je tradicionalno-tipična, kakor se je razvila od 14. stoletja dalje; samo bolj neokretno delo se vsiljuje vsepovsod. - Ptici na stebričih sta prosta ali dekorativna izumitev kiparja, a sta dokaj primitivno izvršeni s tem prirodopisno nedoločljivi. Podoba Matere božje stoji pod nedvomnim francoskim vplivom, četudi morebiti ne ravno neposredno Isle de France), vendar se javi vsepovsod roka izvenfrancoskega umetnika. To svedočijo tip obraza, dolg, raven nos, dvignjene in visoko usločene obrvi (ki so z barvo še pretirane), mala usta, v kotih pridvignjena in velike oči (ki se vidijo na reliefu zaradi barvastih punčic naravnost izbuljene). Tudi obleka se podreja francoskim načelom: dolga, dopetna tunika, prepasana, obilen plašč - vse iz tankega blaga, nabrano v bogate, drobne in plitve gube. To velja tudi o Detetu. Nerodno je uspela blagoslavljajoča desnica Detetova in pri Mariji jabolko držeča desna roka. Pod prestolom: pristno-poznoromanske živali: na sredi dva z vratom zvezana zmaja, a poleg trona na desni in na levi po en lev. Toliko se da povedati o podlagi umetnine same. O prvotni obliki in izvoru so mogoče same domneve.« Konservator France Stele je izjavil naslednje: »Kip v kapelici v Krakovem spada med najstarejše kiparske spomenike Slovenije. Starejši je edino milostni kip v Velesovem, istočasen pa kip Matere božje v velikem oltarju župnijske cerkve v Solčavi. V ikonografskem oziru je še zvezan z bizantinsko umetnostjo, po obdelavi in slogu pa je že čisto gotski. Gre nedvomno za izdelek srednjeevropskega umetnika iz 2. polovice 13. stoletj. Verjetno je služil prvotno za nadvratni timpanonkake cerkve. Eventuelno zvezo z bivšo Križevniško cerkvijo bi bilo treba preiskati. Čas bi se skladal. Ozadje z okvirom in relief sta istodobna.«